# 박인영 (1977년)

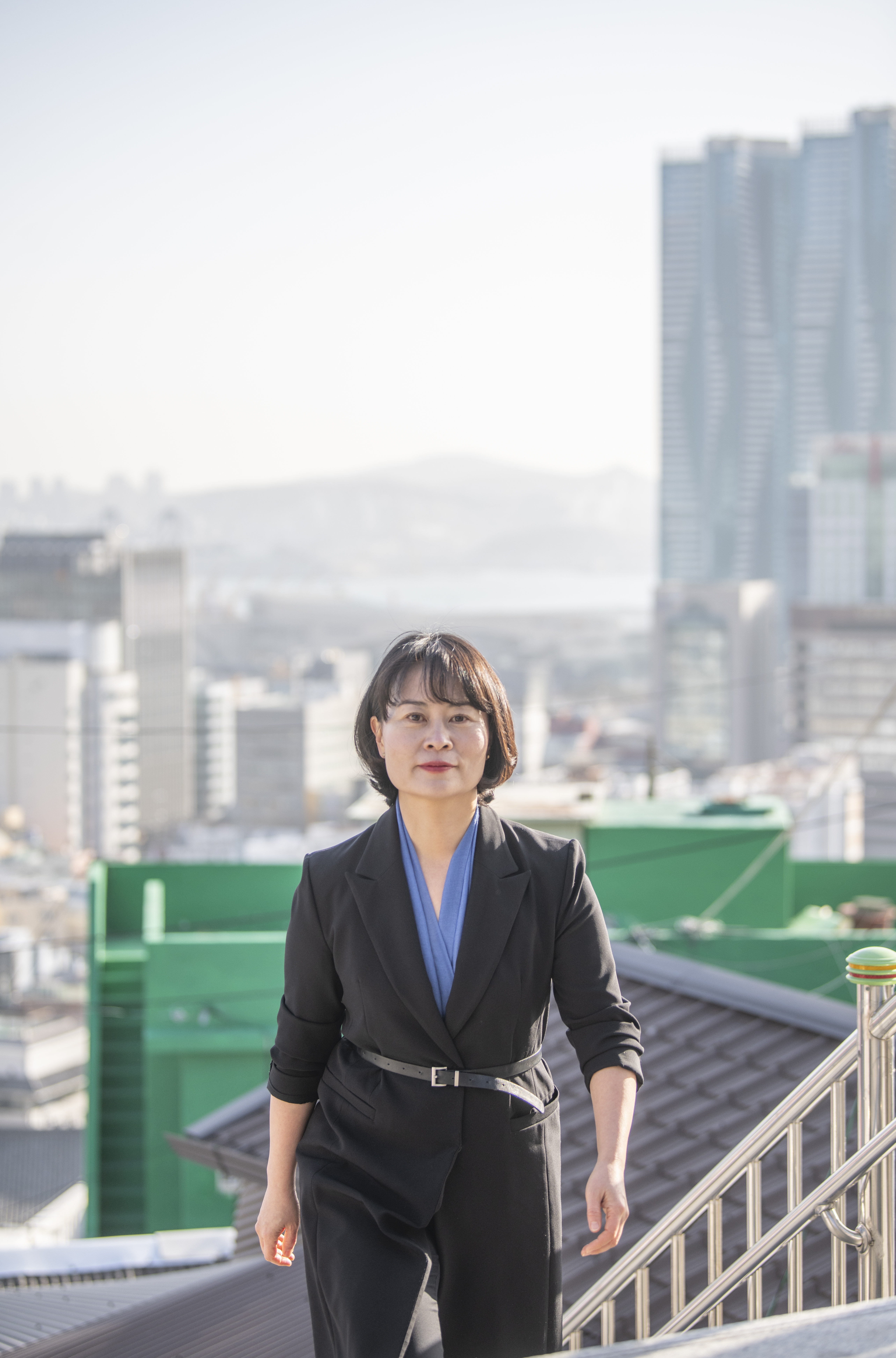
박인영

박인영(朴仁映, 1977년 7월 10일 ~ )은 대한민국의 정치인이다.

## 학력
- 장전국민학교 졸업
- 구서여자중학교 졸업
- 동래여자고등학교 졸업
- 부산대학교 정치외교학과 학사 졸업
- 부산대학교 NGO학 석사 수료

## 경력
- 열린우리당 제17대 국회의원 선거 부산광역시당 부대변인
- 금정세무서 고충처리위원
- 민주당 부산광역시당 금정구 지역위원회 위원장
- 금정구 지역아동센터협의회 자문위원
- 금정구 청년문화활성화 지원협의회 위원
- (사)자치21 운영위원장
- 사람사는세상 노무현재단 부산광역시 지역위원회 운영위원
- 아름다운가게 금정점 운영위원
- 아이낳기 좋은 세상 금정구 운동본부 위원
- 금정장애인자립생활센터 자문위원
- 제19대 대통령 선거 더불어민주당 문재인 대통령 후보 부산광역시 선거대책위원회 대변인
- 2006.07 ~ 2010.06 제5대 부산광역시 금정구의회 의원(민선 4기, 비례대표, 열린우리당→대통합민주신당→통합민주당→민주당, 초선)
- 2008.07 ~ 2010.06 제5대 부산광역시 금정구의회 후반기 주민도시위원회 위원장
- 2010.07 ~ 2014.06 제6대 부산광역시 금정구의회 의원(민선 5기, 부산 금정구 마 선거구, 민주당→민주통합당→민주당→새정치민주연합, 재선)
- 2014.07 ~ 2018.05 제7대 부산광역시 금정구의회 의원(민선 6기, 부산 금정구 마 선거구, 새정치민주연합→더불어민주당, 3선)
  - 2014.07 ~ 2016.07 제7대 부산광역시 금정구의회 전반기 부의장
  - 2016.07 ~ 2018.05 제7대 부산광역시 금정구의회 후반기 부의장
- 2018.07 ~ 2022.06 제8대 부산광역시의회 의원(민선 7기, 부산 금정구 제2선거구, 더불어민주당, 초선)
  - 2018.07 ~ 2020.07 제8대 부산광역시의회 전반기 의장
  - 2018.07 ~ 2019.08 제16대 전국시도의회의장협의회 전반기 정책위원
  - 2019.08 ~ 2020.06 제16대 전국시도의회의장협의회 후반기 감사
  - 2020.07 ~ 2022.06 제8대 부산광역시의회 후반기 복지안전위원회 위원
- 2024.05 ~ 2024.10 더불어민주당 부산광역시당 금정구 지역위원회 위원장

## 역대 선거 결과
|  | 25.95% |

|  | 28.13% |

|  | 29.32% |

|  | 54.88% |

|  | 43.37% |